# Isocoma acradenia
Isocoma acradenia es una especie de planta fanerógama perteneciente a la familia Asteraceae. 

## Distribución y hábitat
Es originaria del suroeste de los Estados Unidos, California, y Baja California. Crece en zonas arenosas, áridas, zonas especialmente ricas en minerales tales como pisos alcalinos y suelos de yeso. (C.Michael Hogan. 2010) 

## Descripción
Isocoma acradenia es un subarbusto tupido que puede alcanzar alturas máximas de poco más de un metro. Produce tallos erectos ramificados que son un de un brillante pálido color blanco amarillento, al envejecimiento torna a un color amarillo-gris. A lo largo del duro tallo se disponen las hojas glandulares lineales o de forma ovalada de 1-6 centímetros de largo, a veces con dientes rechonchos a lo largo de los bordes. Son de color gris-verde y con la edad a gris pálido o marrón. Las inflorescencias en las partes superiores de las ramas troncales son grupos de cuatro o cinco cabezas de las flores. Cada cabeza es una cápsula encerrada con muchos floretes del disco de color oro amarillo. Cada flósculo del disco es algo cilíndrico y que sobresale.
El fruto es un aquenio unos pocos milímetros de longitud, con un vilano de color amarillento que añade unos cuantos milímetros. 

## Taxonomía
Isocoma veneta fue descrita por (Kunth), Greene y publicado en Erythea 2(7): 111. 1894.
Etimología
Isocoma: nombre genérico que deriva del griego y significa
"un mechón de pelos iguales", en referencia a las flores.
acradenia: epíteto derivado del griego que significa "punta glandular", en referencia a que cada una de las brácteas involucrales tienen una glándula grande en su punta.
Variedades aceptadas
- Isocoma acradenia var. bracteosa (Greene) G.L.Nesom
- Isocoma acradenia var. eremophila (Greene) G.L.Nesom

Sinonimia
- Aster acradenius (Greene) Kuntze
- Bigelowia acradenia Greene
- Haplopappus acradenius (Greene) S.F.Blake
- Haplopappus acradenius subsp. acradenius
- Haplopappus acradenius var. acradenius
- Isocoma acradenia subsp. acradenia
- Isocoma acradenia var. acradenia
- Isocoma limitanea Rose & Standl.
- Isocoma veneta var. acradenia (Greene) H.M.Hall[4]